# ランドール・パーク
ランドール・パーク（英語: Randall Park, 1974年3月23日 - ）は、アメリカ合衆国の俳優・コメディアン。

## 来歴
1974年、カリフォルニア州ロサンゼルスに生まれる。母親はカリフォルニア大学ロサンゼルス校（UCLA）で経理の仕事をしており、父親は写真屋を経営していた。高校を卒業後はカリフォルニア大学ロサンゼルス校（UCLA）へ進学してアジア学を学んだ。大学在学中にアジア系の劇団へ参加したことから、役者の道を進む。2003年からプロとしてテレビドラマや短編映画などへ出演。以降は順調にキャリアを重ねておりトム・ハンクス主演の『幸せの教室』やスティーヴ・カレル主演の『奇人たちの晩餐会 USA』などへも出演している。また俳優としての活動のみならず脚本と演出として短編映画などを製作している。
2014年、セス・ローゲンとジェームズ・フランコが主演の『ザ・インタビュー』へ出演し、朝鮮労働党第一書記金正恩を怪演。朝鮮民主主義人民共和国の独裁政治を揶揄した内容のコメディ映画だったが、第一書記に対する描写が侮辱的という理由から、北朝鮮から公開中止を求める抗議を受けたほか、その後起こった配給元であるソニー・ピクチャーズへのサイバー攻撃やテロ予告なども相まって、影響を懸念した同社の決断で作品の公開を一時中止する騒ぎとなったが、その後公開が決定され、劇場およびインターネット配信によって公開された。ちなみに同作品以外にも、テレビアニメシリーズ『ロボット・チキン』で、金正恩の声も演じた。

### 私生活
家族は妻と1児。

## 出演作品

### 映画
- Will Unplugged (2005)
- American Fusion (2005)
- The Achievers (2006)
- Universal Remote (2007)
- Die Hardly Working (2007) ※テレビ映画
- Worldly Possession (2007) ※テレビ映画
- Fix (2008)
- ブレイキング・ポイント Winged Creatures (2008)
- Road to the Altar (2009)
- ヤッた相手が多すぎて。 The People I've Slept With (2009)
- 41歳の童貞男 The 41-Year-Old Virgin Who Knocked Up Sarah Marshall and Felt Superbad About It (2010)
- 奇人たちの晩餐会 USA Dinner for Schmucks (2010)
- フットルース 夢に向かって Our Footloose Remake (2011)
- グッド・ドクター 禁断のカルテ The Good Doctor (2011)
- 幸せの教室 Larry Crowne (2011)
- At Your Convenience (2012) ※テレビ映画
- 憧れのウェディング・ベル The Five-Year Engagement (2012)
- Listen to Grandpa, Andy Ling (2012)
- They Came Together (2014)
- ネイバーズ Neighbors (2014)
- Awesome Asian Bad Guys (2014)
- SEXテープ Sex Tape (2014)
- ザ・インタビュー The Interview (2014) - 金正恩
- エイミー、エイミー、エイミー! こじらせシングルライフの抜け出し方 Trainwreck (2015) - ブライソン
- ナイト・ビフォア 俺たちのメリーハングオーバー The Night Before (2015)
- 最高の家族の見つけかた The Hollars (2016)
- クレイジー・パーティー Office Christmas Party (2016) - フレッド
- ディザスター・アーティスト The Disaster Artist (2017)
- クレイジー・バカンス ツイてない女たちの南国旅行 Snatched (2017) - マイケル
- レゴニンジャゴー ザ・ムービー The LEGO Ninjago Movie (2017) ※声の出演
- アントマン&ワスプ Ant-Man and the Wasp (2018) - ジミー・ウー
- アクアマン Aquaman (2018) - スティーブン・シン博士
- ロング・ショット 僕と彼女のありえない恋 Long Shot (2019)
- いつかはマイ・ベイビー Always Be My Maybe (2019) - マーカス・キム
- パウ・パトロール ザ・ムービー PAW Patrol: The Movie (2021) - バッチ ※声の出演
- アントマン&ワスプ:クアントマニア Ant-Man and The Wasp: Quantumania (2023) - ジミー・ウー
- スラムドッグス Strays (2023) - ハンター ※声の出演
- ハロウィン・キラー! Totally Killer (2023) - デニス・リム保安官
- アクアマン/失われた王国 Aquaman and the Lost Kingdom (2023) - スティーブン・シン博士

### テレビドラマ
- ファストレーン Fastlane (2003)
- レノ 911! Reno 911! (2003)
- ラスベガス Las Vegas (2003)
- ER緊急救命室 ER (2004)
- Dr.HOUSE House M.D. (2005)
- Four Kings (2006)
- ザ・ボールド・アンド・ザ・ビューティフル The Bold and the Beautiful (2006, 2007)
- マッドTV! MADtv (2006, 2007)
- コールドケース 迷宮事件簿 Cold Case (2007)
- iCarly iCarly (2008)
- 弁護士イーライのふしぎな日常 Eli Stone (2008)
- Water and Power (2008, 2009)
- Gary Unmarried (2009)
- ラリーのミッドライフ★クライシス Curb Your Enthusiasm (2009)
- コミ・カレ!! Community (2010)
- ハイスクール・ニンジャ Supah Ninjas (2011 - 2013)
- CSI:科学捜査班 CSI: Crime Scene Investigation (2011)
- Random Comedies (2011)
- Veep/ヴィープ Veep (2012-2016) - ダニー・チャン知事
- New Girl / ダサかわ女子と三銃士 New Girl (2012)
- The Office The Office (2012)
- Newsreaders (2014)
- フアン家のアメリカ開拓記 Fresh Off the Boat (2015-2020) - ルイス・フアン
- ワンダヴィジョン WandaVision (2021) - ジミー・ウー
- わが愛しのブロックバスター Blockbuster (2022) - ティミー・ユン
- ザ・レジデンス The Residence (2025) - エドウィン・パーク

### テレビアニメ
- ロボット・チキン Robot Chicken (2014)
- スタートレック:ローワー・デッキ Star Trek: Lower Decks (2021) - アペルゴス人総統
- ヒューマン・リソース・モンスターズ Human Resources (2022-) - ピート